# Eteissaari (ö i Viitasaari)
Eteissaari med Mallatsaari är en ö i Keitele i Finland. Den ligger i Keitele och i kommunen Viitasaari i den ekonomiska regionen  Saarijärvi-Viitasaari och landskapet Mellersta Finland, i den centrala delen av landet, 300 km norr om huvudstaden Helsingfors. Öns area är 36,9 hektar och dess största längd är 1,5 kilometer i sydöst-nordvästlig riktning.